# Reginaldo Rossi
Pour les articles homonymes, voir Rossi.
Reginaldo Rodrigues dos Santos, plus connu sous le nom de scène de Reginaldo Rossi, né le 14 février 1944 à Recife et mort le 20 décembre 2013 (à 69 ans) dans la même ville, est un musicien et auteur-compositeur-interprète brésilien. Il était surnommé le Roi du Brega (en portugais : Rei do Brega).

## Biographie
Diplômé en génie civil, il enseigne les mathématiques et la physique. Il se lance ensuite dans une carrière musicale, influencé par Elvis Presley et les Beatles, d'abord comme chanteur de rock dans des boîtes de nuit. Il dirige aussi un groupe, The Silver Jets.
En 1966, il lance son premier LP, intitulé O Pão. Quatre ans plus tard, sort son premier album, À procura de você, pour le label CBS Records. Le disque s'oriente vers le Brega, qui devient le genre musical de prédilection de l'œuvre de Reginaldo et dont lui-même devient une icône, gagnant le surnom de Roi du Brega. Ses plus grands succès sont Garçom, A raposa e as uvas, Em plena lua de me et Leviana.
Atteint d'un cancer du poumon, Reginaldo Rossi décède le 20 décembre 2013 dans sa ville natale de Recife, âgé de 69 ans.

## Discographie

### LPs
- 1966 : O pão (Chantecler)
- 1967 : Festa dos pães (Chantecler)
- 1968 : O Quente (Chantecler)
- 1970 : À procura de você (CBS)
- 1971 : Reginaldo Rossi (CBS)
- 1972 : Nos teus braços (CBS)
- 1973 : Reginaldo Rossi (CBS)
- 1974 : Reginaldo Rossi (CBS)
- 1976 : Reginaldo Rossi (Beverly)
- 1977 : Chega de promessas (CBS)
- 1980 : A volta (EMI Records)
- 1981 : Cheio de amor (EMI)
- 1982 : A raposa e as uvas' (EMI)
- 1983 : Sonha comigo (EMI)
- 1984 : Não consigo te esquecer (EMI)
- 1985 : Só sei que te quero bem (EMI)
- 1986 : Com todo coração (EMI)
- 1987 : Teu melhor amigo (EMI)
- 1989 : Momentos de amor (EMI)
- 1990 : O Rei (EMI)
- 1992 : Reginaldo Rossi (Celim)

### Hommages
- 2010 : Cabaret do Rossi